# Upplands runinskrifter 516
Upplands runinskrifter 516 är ett försvunnet vikingatida runstensfragment som funnits i Rimbo kyrka, Rimbo socken och Norrtälje kommun. Fragmentet ska ha funnits vid predikstolens trappa. Någon avbildning av U 516 finns inte.

## Inskriften
Translitterering av runraden:
[kauti auk s...]
Normalisering till runsvenska:
Gauti ok ...
Översättning till nusvenska:
Göte och ...